# Lev Loents

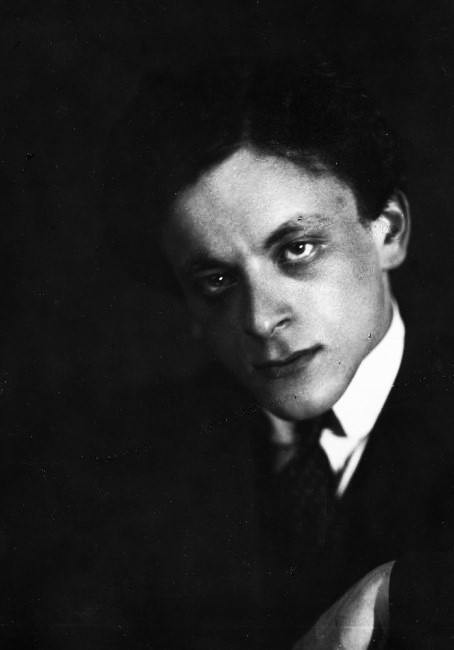
Lev Loents, rond 1920

Lev Natanovitsj Loents (Russisch: Лев Натанович Лунц) (Sint-Petersburg, 2 mei [O.S. 19 april] 1901 – Hamburg, 9 mei 1924) was een Joods-Russisch schrijver, dramaturg, scenarioschrijver en literair theoreticus.

## Leven
Loents werd geboren in Sint-Petersburg en was daar tot aan het laatste jaar van zijn leven praktisch nooit weg geweest. Hij doorliep er het gymnasium en studeerde aan de universiteit Spaanse en oud-Franse talen. Toen zijn familie in 1919 Rusland ontvluchtte bleef hij alleen in Sint-Petersburg achter. “Het was een lieve, heldere, levendige, openhartige jongen”, schreef Nina Berberova, “Hij woonde op een benedenverdieping in het Huis der Kunsten; aan dezelfde gang als Rozjdestvenski, Tichonov, Pjast en Grin. Het was een smalle kamer met overal boeken en een doorgezakt bed; het was er koud en vochtig. ‘Het apenhuis’ noemde hij het. Zijn vingers zaten vol inktvlekken, zijn jasje was schoon, de krullen op zijn voorhoofd gaven hem een jeugdig uiterlijk”.
In mei 1923 reisde Loents na een langdurige hartziekte ten slotte via Berlijn naar zijn familie in Hamburg, en nadat hij ongeveer negen maanden in een sanatorium en  later een ziekenhuis had gelegen stierf hij ten slotte, een week na zijn 23e verjaardag, aan endocarditis. Hij werd in Hamburg begraven.

## Serapions
Loents is heden ten dage het meest bekend om zijn rol binnen de “Serapionbroeders”, een groep jonge Russische schrijvers uit de jaren twintig die vooral artistieke vrijheid proclameerden. Loents gold als de theoreticus van de groep en was schrijver van het artikel “Waarom wij Serapionbroeders zijn”, welke als een soort manifest van de groep ging gelden. Loents stelt in het artikel dat het kunstwerk autonoom is, literatuur is een realiteit op zich, ze transformeert de werkelijkheid via een aantal kunstgrepen die vervreemdend werken. Loents erkent geen maatschappelijk engagement, literatuur wil de wereld niet veranderen. “De kunst heeft geen doel of bestaansgrond, volgens Loents. De beoordeling moet gebaseerd zijn op uitsluitend artistieke criteria, geen ideologische.

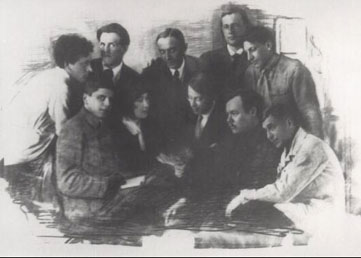
Serapions, boven v.l.n.r. Loents, Ivanov, Fedin, Groezdev, Kaverin onder v.l.n.r. Slonimski, Polonskaja, Nikitin, Tichonov, Zosjtsjenko

Volgens Berberova stond Loents, niettegenstaande zijn centrale rol binnen de Serapionbroeders, innerlijk ver af van de meeste andere leden van het genootschap. Hij werd vooral gefascineerd door de inhoudelijkheid van het proza en was weinig geïnteresseerd in poëzie. Samen met Venjamin Kaverin ging hij al snel in de ‘oppositie’: ze keken neer op compromissen en propaganda en riepen vooral op tot geconcentreerd werken. Tegen Berberova sprak hij in 1923 uit dat hij zich in de anderen, met name Vsevolod Ivanov, 'had vergist'.

## Werk
Loents heeft in zijn korte leven naast zijn theoretisch werk vier toneelstukken, een aantal (experimentele) verhalen en twee filmscenario’s geschreven. Utopie, satire en fantasie behoorde tot de favoriete literaire middelen van Loents. Goed voorbeeld is zijn in een puntige stijl geschreven verhaal „Verzendpost nr. 37“, waarin een hoge ambtenaar zich door zelfhypnose in een ambtelijk stuk verandert, als symbool voor de bureaucratie.
De nadruk op zijn werk als theoreticus binnen de Serapionbroeders heeft de artistieke kwaliteiten van Loents echter naar de achtergrond gedrukt. Hedendaagse literatuurhistorici (Robert Russel, Gary Kern) herkennen echter steeds meer zijn talent en onderschrijven wat Maksim Gorki al bij de dood van Loents uitsprak: “Ik had waarlijk verwacht dat Loents een groot schrijver zou worden. Hij was een onmiskenbaar getalenteerd dramaturg. Had hij langer geleefd en gewerkt, ik ben ervan overtuigd dat de Russische literatuur verrijkt zou zijn geworden met een aantal toneelstukken zoals ze die nog nooit eerder heeft gezien”.
Berberova schrijft in haar memoires: “Hij was opgegroeid tijdens de revolutie, in de moeilijke jaren van ontbering en geestelijke verwildering, toen voor de jonge schrijvers dagelijks verleidingen opdoken, maar bleef tot het einde bescheiden, rechtuit en monter. Hij bereidde zich voor op een moeilijk, hard en onstuimig leven, maar van dit alles restten slechts enkele tientallen volgeschreven blaadjes papier ter herinnering aan hem, in de harten van degenen die hem kenden en die door hem getroost werden in de troosteloze jaren”.